# Beach volley ai Giochi della XXXI Olimpiade - Torneo maschile
Il torneo maschile di beach volley dei Giochi della XXXI Olimpiade si è tenuto a Rio de Janeiro nel 2016, presso la spiaggia di Copacabana dal 6 al 18 agosto impegnando 24 coppie di atleti in rappresentanza di 16 nazioni.

## Qualificati

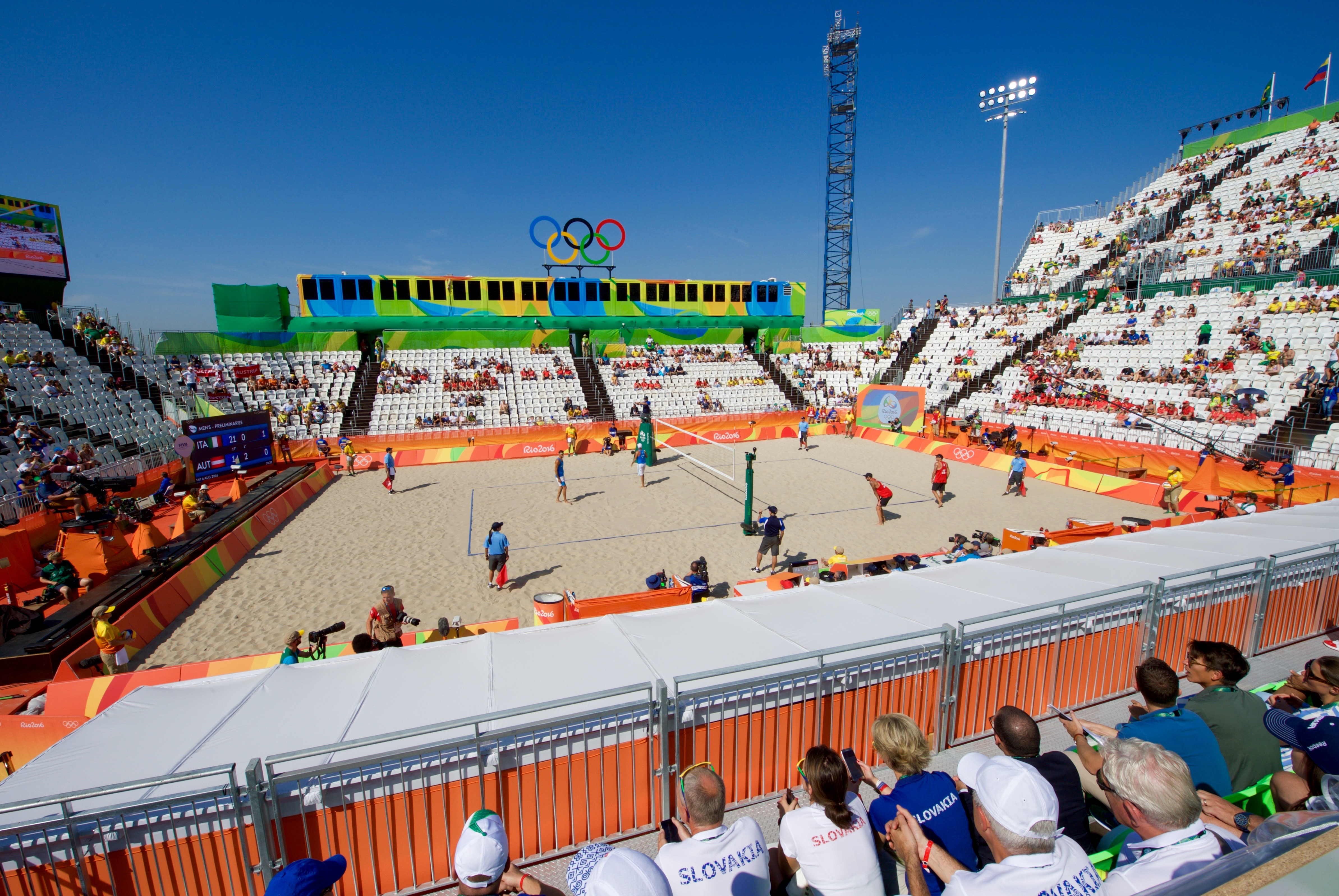
Lo stadio di beach volley allestito sulla spiaggia di Copacabana

Le prime 17 coppie sono state annunciate tra il 13 giugno 2016 ad Amburgo, Germania, come risultato del ranking al termine del Campionato mondiale FIVB 2016 svoltosi tra il 30 gennaio ed il 12 giugno. Tra esse figuravano anche la rappresentanza del paese ospitante oltre che la coppia vincitrice della Coppa mondiale FIVB 2015 (Paesi Bassi, 26 giugno-5 luglio 2015). Ogni nazione può essere rappresentata solo da due coppie, sono state quindi ammesse le prime 17 squadre la cui nazionale non fosse già doppiamente rappresentata.
Le restanti coppie sono state scelte attraverso ulteriori tornei delle confederazioni continentali:
- AVC: Cairns, Australia, 23-26 giugno 2016;
- CAVB: Kélibia, Tunisia, 3-9 maggio 2016;
- CEV: Stavanger, Norvegia, 22-26 giugno 2016;
- CSV: Santiago del Cile, Cile 23-26 giugno 2016;
- NORCECA: Guaymas Messico, 23-27 giugno 2016.

Le ultime due coppie, invece, da un torneo tra le seconde e terze classificate (a cui si è aggiunto anche il paese ospitante) delle confederazioni continentali svoltosi a Soči, Russia, tra il 6 ed il 10 luglio 2016. In questi casi a vincere è stata la nazionale, la quale ha poi deciso quale coppia schierare ai giochi olimpici.
Secondo questo sistema di qualificazione, sono state ammesse a partecipare le seguenti coppie:
| Rk  | Coppie                                      | Nazione     | Qualificazione                                                                 |
| --- | ------------------------------------------- | ----------- | ------------------------------------------------------------------------------ |
| 4   | Evandro Oliveira – Pedro Solberg Salgado    | Brasile     | Paese ospitante                                                                |
| 1   | Alison Cerutti – Bruno Oscar Schmidt        | Brasile     | 1ª alla Coppa mondiale FIVB 2015                                               |
| 2   | Alexander Brouwer – Robert Meeuwsen         | Paesi Bassi | 15 ranking più alti al campionato mondiale FIVB 2016                           |
| 3   | Phil Dalhausser – Nick Lucena               | Stati Uniti | 15 ranking più alti al campionato mondiale FIVB 2016                           |
| 5   | Reinder Nummerdor – Christiaan Varenhorst   | Paesi Bassi | 15 ranking più alti al campionato mondiale FIVB 2016                           |
| 6   | Jake Gibb – Casey Patterson                 | Stati Uniti | 15 ranking più alti al campionato mondiale FIVB 2016                           |
| 7   | Adrián Gavira – Pablo Herrera               | Spagna      | 15 ranking più alti al campionato mondiale FIVB 2016                           |
| 8   | Aleksandrs Samoilovs – Jānis Šmēdiņš        | Lettonia    | 15 ranking più alti al campionato mondiale FIVB 2016                           |
| 9   | Vjačeslav Krasil'nikov – Konstantin Semënov | Russia      | 15 ranking più alti al campionato mondiale FIVB 2016                           |
| 10  | Daniele Lupo – Paolo Nicolai                | Italia      | 15 ranking più alti al campionato mondiale FIVB 2016                           |
| 11  | Piotr Kantor – Bartosz Łosiak               | Polonia     | 15 ranking più alti al campionato mondiale FIVB 2016                           |
| 12  | Adrian Carambula – Alex Ranghieri           | Italia      | 15 ranking più alti al campionato mondiale FIVB 2016                           |
| 13  | Clemens Doppler – Alexander Horst           | Austria     | 15 ranking più alti al campionato mondiale FIVB 2016                           |
| 14  | Grzegorz Fijałek – Mariusz Prudel           | Polonia     | 15 ranking più alti al campionato mondiale FIVB 2016                           |
| 15  | Markus Böckermann – Lars Flüggen            | Germania    | 15 ranking più alti al campionato mondiale FIVB 2016                           |
| 17  | Ben Saxton – Chaim Schalk                   | Canada      | 15 ranking più alti al campionato mondiale FIVB 2016                           |
| 18  | Lombardo Ontiveros – Juan Virgen            | Messico     | 15 ranking più alti al campionato mondiale FIVB 2016                           |
| 180 | Mohamed Arafet Naceur – Choaib Belhaj Salah | Tunisia     | 1ª classificata della confederazione africana alla Coppa Continentale          |
| 36  | Jefferson Pereira – Cherif Younousse        | Qatar       | 1ª classificata della confederazione asiatico-oceanica alla Coppa Continentale |
| 33  | Alexander Huber – Robin Seidl               | Austria     | 1ª classificata della confederazione europea alla Coppa Continentale           |
| 77  | Nivaldo Díaz – Sergio González              | Cuba        | 1ª classificata della confederazione nordamericana alla Coppa Continentale     |
| 23  | Esteban Grimalt – Marco Grimalt             | Cile        | 1ª classificata della confederazione sudamericana alla Coppa Continentale      |
| 20  | Josh Binstock – Sam Schachter               | Canada      | 1ª classificata alla Coppa Mondiale per la qualificazione olimpica             |
| 46  | Dmitri Barsouk – Nikita Liamin              | Russia      | 2ª classificata alla Coppa Mondiale per la qualificazione olimpica             |

## Risultati

### Primo Turno

#### Gruppo A
| 06/08/2016 | 10.00 | Carambula - Ranghieri  | 2-0 | Doppler - Horst       | 21-14 | 21-13 |       | Copacabana |
| 06/08/2016 | 11.00 | Alison - Bruno Schmidt | 2-0 | Binstock - Schachter  | 21–19 | 22–20 |       | Copacabana |
| 08/08/2016 | 15:30 | Alison - Bruno Schmidt | 1-2 | Doppler - Horst       | 21–23 | 21–16 | 13–15 | Copacabana |
| 08/08/2016 | 21:00 | Carambula - Ranghieri  | 2-1 | Binstock - Schachter  | 21–18 | 14–21 | 15–11 | Copacabana |
| 10/08/2016 | 15:30 | Alison - Bruno Schmidt | 2-0 | Carambula - Ranghieri | 21–19 | 21–16 |       | Copacabana |
| 10/08/2016 | 24:00 | Doppler - Horst        | 2-1 | Binstock - Schachter  | 21–19 | 16–21 | 15–8  | Copacabana |

##### Classifica
| posiz | squadra                          | G | V | P | Sv | Sp | Pf  | Ps  | Pts |
| ----- | -------------------------------- | - | - | - | -- | -- | --- | --- | --- |
| 1     | Carambula - Ranghieri (Italia)   | 3 | 2 | 1 | 4  | 3  | 127 | 119 | 5   |
| 2     | Alison - Bruno Schmidt (Brasile) | 3 | 2 | 1 | 5  | 2  | 140 | 128 | 5   |
| 3     | Doppler - Horst (Austria)        | 3 | 2 | 1 | 4  | 4  | 133 | 145 | 5   |
| 4     | Binstock - Schachter (Canada)    | 3 | 0 | 3 | 2  | 6  | 137 | 145 | 3   |

#### Gruppo B
| 06/08/2016 | 17:30 | Brouwer - Meeuwsen   | 2-0 | Barsouk - Liamin     | 21–15 | 21–14 |       | Copacabana |
| 06/08/2016 | 21:00 | Kantor - Łosiak      | 2-0 | Böckermann - Flüggen | 21–11 | 23–21 |       | Copacabana |
| 08/08/2016 | 12:00 | Kantor - Łosiak      | 0-2 | Barsouk - Liamin     | 14–21 | 17–21 |       | Copacabana |
| 08/08/2016 | 18:30 | Brouwer - Meeuwsen   | 2-1 | Böckermann - Flüggen | 21–19 | 17–21 | 16–14 | Copacabana |
| 10/08/2016 | 16:30 | Brouwer - Meeuwsen   | 2-0 | Kantor - Łosiak      | 21–19 | 21–19 |       | Copacabana |
| 10/08/2016 | 23:00 | Böckermann - Flüggen | 0-2 | Barsouk - Liamin     | 14–21 | 17–21 |       | Copacabana |

##### Classifica
| posiz | squadra                          | G | W | P | Sv | Sp | Pf  | Ps  | Pts |
| ----- | -------------------------------- | - | - | - | -- | -- | --- | --- | --- |
| 1     | Brouwer - Meeuwsen (Paesi Bassi) | 3 | 3 | 0 | 6  | 1  | 138 | 121 | 6   |
| 2     | Barsouk - Liamin (Russia)        | 3 | 2 | 1 | 4  | 2  | 113 | 194 | 5   |
| 3     | Kantor - Łosiak (Polonia)        | 3 | 1 | 2 | 2  | 4  | 113 | 116 | 4   |
| 4     | Böckermann - Flüggen (Germania)  | 3 | 0 | 3 | 1  | 6  | 117 | 140 | 3   |

#### Gruppo C
| 07/08/2016 | 12.00 | Lupo - Nicolai      | 1-2 | Ontiveros - Virgen     | 21–14 | 14–21 | 11–15 | Copacabana |
| 07/08/2016 | 16:30 | Dalhausser - Lucena | 2-0 | Belhaj C. - Naceur. Ma | 21–7  | 21–13 |       | Copacabana |
| 09/08/2016 | 11:00 | Dalhausser - Lucena | 2-0 | Ontiveros - Virgen     | 21–14 | 21–17 |       | Copacabana |
| 09/08/2016 | 22:00 | Lupo - Nicolai      | 2-0 | Belhaj C. - Naceur. Ma | 21–17 | 21–13 |       | Copacabana |
| 11/08/2016 | 16:30 | Dalhausser - Lucena | 2-1 | Lupo - Nicolai         | 21–13 | 17–21 | 24–22 | Copacabana |
| 11/08/2016 | 16:30 | Ontiveros - Virgen  | 2-0 | Belhaj C. - Naceur. Ma | 21–10 | 21–10 |       | Copacabana |

##### Classifica
| posiz | squadra                          | G | W | P | Sv | Sp | Pf  | Ps  | Pts |
| ----- | -------------------------------- | - | - | - | -- | -- | --- | --- | --- |
| 1     | Dalhausser-Lucena (USA)          | 3 | 3 | 0 | 6  | 1  | 146 | 107 | 6   |
| 2     | Ontiveros - Virgen (Messico)     | 3 | 2 | 1 | 4  | 3  | 123 | 108 | 5   |
| 3     | Lupo - Nicolai (Italia)          | 3 | 1 | 2 | 4  | 4  | 144 | 142 | 4   |
| 4     | Belhaj C. - Naceur. Ma (Tunisia) | 3 | 0 | 3 | 0  | 6  | 70  | 126 | 3   |

#### Gruppo D
| 07/08/2016 | 17.30 | Evandro - Pedro Solberg | 1-2 | Díaz - González     | 22-24 | 23-21 | 13-15 | Copacabana |
| 07/08/2016 | 24:00 | Samoilovs - Šmēdiņš     | 2-1 | Saxton - Schalk     | 21-17 | 18-21 | 15-13 | Copacabana |
| 09/08/2016 | 10:00 | Evandro - Pedro Solberg | 1-2 | Saxton - Schalk     | 21–17 | 18–21 | 14–16 | Copacabana |
| 09/08/2016 | 15:30 | Samoilovs - Šmēdiņš     | 1-2 | Díaz - González     | 21–23 | 21–19 | 9–15  | Copacabana |
| 11/08/2016 | 11:00 | Saxton - Schalk         | 0-2 | Díaz - González     | 15–21 | 18–21 |       | Copacabana |
| 11/08/2008 | 17:30 | Evandro - Pedro Solberg | 2-1 | Samoilovs - Šmēdiņš | 21-16 | 20-22 | 15-7  | Copacabana |

##### Classifica
| posiz | squadra                           | G | W | P | Sv | Sp | Pf  | Ps  | Pts |
| ----- | --------------------------------- | - | - | - | -- | -- | --- | --- | --- |
| 1     | Díaz - González (Cuba)            | 3 | 3 | 0 | 6  | 2  | 159 | 142 | 6   |
| 2     | Evandro - Pedro Solberg (Brasile) | 3 | 1 | 2 | 4  | 5  | 157 | 159 | 4   |
| 3     | Saxton - Schalk (Canada)          | 3 | 1 | 2 | 3  | 5  | 138 | 149 | 4   |
| 4     | Samoilovs - Šmēdiņš (Lettonia)    | 3 | 1 | 2 | 4  | 5  | 150 | 164 | 4   |

#### Gruppo E
| 07/08/2016 | 13.00 | Nummerdor - Varenhorst | 2-0 | Grimalt - Grimalt     | 21-16 | 21-13 |      | Copacabana |
| 07/08/2016 | 23:00 | Krasilnikov - Semenov  | 2-0 | Fijałek - Prudel      | 21-14 | 21-13 |      | Copacabana |
| 09/08/2016 | 17:30 | Nummerdor - Varenhorst | 2-1 | Fijałek - Prudel      | 21–17 | 19–21 | 15–9 | Copacabana |
| 09/08/2016 | 23:00 | Krasilnikov - Semenov  | 2-0 | Grimalt - Grimalt     | 21–17 | 21–14 |      | Copacabana |
| 11/08/2016 | 12:00 | Fijałek - Prudel       | 2-1 | Grimalt - Grimalt     | 21–13 | 16–21 | 15–9 | Copacabana |
| 11/08/2016 | 13:00 | Nummerdor - Varenhorst | 1-2 | Krasilnikov - Semenov | 15–21 | 21–14 | 9–15 | Copacabana |

##### Classifica
| posiz | squadra                              | G | W | P | Sv | Sp | Pf  | Ps  | Pts |
| ----- | ------------------------------------ | - | - | - | -- | -- | --- | --- | --- |
| 1     | Krasilnikov - Semenov (Russia)       | 3 | 3 | 0 | 6  | 1  | 134 | 103 | 6   |
| 2     | Nummerdor - Varenhorst (Paesi Bassi) | 3 | 2 | 1 | 5  | 3  | 142 | 126 | 5   |
| 3     | Fijałek - Prudel (Polonia)           | 3 | 1 | 2 | 3  | 5  | 126 | 240 | 4   |
| 4     | Grimalt - Grimalt (Cile)             | 3 | 0 | 3 | 1  | 6  | 103 | 136 | 3   |

#### Gruppo F
| 06/08/2016 | 16.30 | Gibb - Patterson | 2-0 | Cherif - Jefferson | 21–16 | 21–16 |       | Copacabana |
| 06/08/2016 | 22:00 | Gavira - Herrera | 2-1 | Huber - Seidl      | 14-21 | 21-17 | 15-13 | Copacabana |
| 08/08/2016 | 13:00 | Gavira - Herrera | 1-2 | Cherif - Jefferson | 21–13 | 18–21 | 12–15 | Copacabana |
| 08/08/2016 | 16:30 | Gibb - Patterson | 0-2 | Huber - Seidl      | 18–21 | 18–21 |       | Copacabana |
| 10/08/2016 | 11:00 | Gibb - Patterson | 1-2 | Gavira - Herrera   | 19–21 | 21–16 | 7–15  | Copacabana |
| 10/08/2016 | 12:00 | Huber - Seidl    | 1-2 | Cherif - Jefferson | 21–18 | 19–21 | 12–15 | Copacabana |

##### Classifica
| posiz | squadra                    | G | W | P | Sv | Sp | Pf  | Ps  | Pts |
| ----- | -------------------------- | - | - | - | -- | -- | --- | --- | --- |
| 1     | Gavira - Herrera (Spagna)  | 3 | 2 | 1 | 5  | 4  | 153 | 147 | 5   |
| 2     | Cherif - Jefferson (Qatar) | 3 | 2 | 1 | 4  | 4  | 135 | 145 | 5   |
| 3     | Huber - Seidl (Austria)    | 3 | 1 | 2 | 4  | 4  | 145 | 140 | 4   |
| 4     | Gibb - Patterson (USA)     | 3 | 1 | 2 | 3  | 4  | 125 | 126 | 4   |

### Classifica delle terze
| Pos. | Coppie                            | Pt | G | V | P | Sv | Sp | Sr    | Pv  | Pp  | Pr    |
| ---- | --------------------------------- | -- | - | - | - | -- | -- | ----- | --- | --- | ----- |
| 1    | Clemens Doppler - Alexander Horst | 5  | 3 | 2 | 1 | 5  | 2  | 2.500 | 133 | 145 | 0.917 |
| 2    | Alexander Huber - Robin Seidl     | 4  | 3 | 1 | 2 | 4  | 4  | 1.000 | 145 | 140 | 1.036 |
| 3    | Daniele Lupo - Paolo Nicolai      | 4  | 3 | 1 | 2 | 4  | 4  | 1.000 | 144 | 142 | 1.014 |
| 4    | Ben Saxton - Chaim Schalk         | 4  | 3 | 1 | 2 | 3  | 5  | 0.600 | 138 | 149 | 0.926 |
| 5    | Grzegorz Fijałek - Mariusz Prudel | 4  | 3 | 1 | 2 | 3  | 5  | 0.600 | 126 | 140 | 0.900 |
| 6    | Piotr Kantor - Bartosz Łosiak     | 4  | 3 | 1 | 2 | 2  | 4  | 0.500 | 113 | 116 | 0.974 |

#### Spareggi
| Rio de Janeiro 11 agosto 2016, ore 23:00 UTC-3 | Lupo – Nicolai                      | 2 – 1 (21–12; 15–21; 15–13) referto | Kantor – Łosiak | Copacabana Stadium\| Arbitri: \| Charalampos Papadogoulas Wang Lijun \| |
| Arbitri:                                       | Charalampos Papadogoulas Wang Lijun |                                     |                 |                                                                         |

| Rio de Janeiro 11 agosto 2016, ore 24:00 UTC-3 | Saxton – Schalk                  | 2 – 0 (21–19; 21–18) referto | Fijałek – Prudel | Copacabana Stadium (7.741 spett.)\| Arbitri: \| Juan Saavedra Davide Crescentini \| |
| Arbitri:                                       | Juan Saavedra Davide Crescentini |                              |                  |                                                                                     |

## Fase ad eliminazione diretta
|  | Ottavi di finale     | Ottavi di finale    |                      |   | Quarti di finale          | Quarti di finale          |  |  | Semifinali | Semifinali |  |  | Finale | Finale |
|  |                      |                     |                      |   |                           |                           |  |  |            |            |  |  |        |        |
|  |                      |                     |                      |   |                           |                           |  |  |            |            |  |  |        |        |
|  |                      |                     |                      |   |                           |                           |  |  |            |            |  |  |        |        |
|  | Carambula-Ranghieri  | 0                   |                      |   |                           |                           |  |  |            |            |  |  |        |        |
|  | Carambula-Ranghieri  | 0                   |                      |   |                           |                           |  |  |            |            |  |  |        |        |
|  | Lupo-Nicolai         | 2                   |                      |   |                           |                           |  |  |            |            |  |  |        |        |
|  | Lupo-Nicolai         | 2                   | Lupo-Nicolai         | 2 |                           |                           |  |  |            |            |  |  |        |        |
|  |                      |                     | Lupo-Nicolai         | 2 |                           |                           |  |  |            |            |  |  |        |        |
|  |                      | Barsouk-Liamin      | 1                    |   |                           |                           |  |  |            |            |  |  |        |        |
|  | Evandro-Pedro        | Barsouk-Liamin      | 1                    | 1 |                           |                           |  |  |            |            |  |  |        |        |
|  | Evandro-Pedro        |                     |                      | 1 |                           |                           |  |  |            |            |  |  |        |        |
|  | Barsouk-Liamin       | 2                   |                      |   |                           |                           |  |  |            |            |  |  |        |        |
|  | Barsouk-Liamin       | 2                   | Lupo-Nicolai         | 2 |                           |                           |  |  |            |            |  |  |        |        |
|  |                      |                     | Lupo-Nicolai         | 2 |                           |                           |  |  |            |            |  |  |        |        |
|  |                      | Krasilnikov-Semenov | 1                    |   |                           |                           |  |  |            |            |  |  |        |        |
|  | Krasilnikov-Semenov  | Krasilnikov-Semenov | 1                    | 2 |                           |                           |  |  |            |            |  |  |        |        |
|  | Krasilnikov-Semenov  |                     |                      | 2 |                           |                           |  |  |            |            |  |  |        |        |
|  | Jefferson-Cherif     | 0                   |                      |   |                           |                           |  |  |            |            |  |  |        |        |
|  | Jefferson-Cherif     | 0                   | Krasilnikov-Semenov  | 2 |                           |                           |  |  |            |            |  |  |        |        |
|  |                      |                     | Krasilnikov-Semenov  | 2 |                           |                           |  |  |            |            |  |  |        |        |
|  |                      | Díaz-González       | 1                    |   |                           |                           |  |  |            |            |  |  |        |        |
|  | Doppler-Horst        | Díaz-González       | 1                    | 0 |                           |                           |  |  |            |            |  |  |        |        |
|  | Doppler-Horst        |                     |                      | 0 |                           |                           |  |  |            |            |  |  |        |        |
|  | Díaz-González        | 2                   |                      |   |                           |                           |  |  |            |            |  |  |        |        |
|  | Díaz-González        | 2                   | Lupo-Nicolai         | 0 |                           |                           |  |  |            |            |  |  |        |        |
|  |                      |                     | Lupo-Nicolai         | 0 |                           |                           |  |  |            |            |  |  |        |        |
|  |                      | Alison-Bruno        | 2                    |   |                           |                           |  |  |            |            |  |  |        |        |
|  | Dalhausser-Lucena    | Alison-Bruno        | 2                    | 2 |                           |                           |  |  |            |            |  |  |        |        |
|  | Dalhausser-Lucena    |                     |                      | 2 |                           |                           |  |  |            |            |  |  |        |        |
|  | Huber-Seidl          | 0                   |                      |   |                           |                           |  |  |            |            |  |  |        |        |
|  | Huber-Seidl          | 0                   | Dalhausser-Lucena    | 1 |                           |                           |  |  |            |            |  |  |        |        |
|  |                      |                     | Dalhausser-Lucena    | 1 |                           |                           |  |  |            |            |  |  |        |        |
|  |                      | Alison-Bruno        | 2                    |   |                           |                           |  |  |            |            |  |  |        |        |
|  | Alison-Bruno         | Alison-Bruno        | 2                    | 2 |                           |                           |  |  |            |            |  |  |        |        |
|  | Alison-Bruno         |                     |                      | 2 |                           |                           |  |  |            |            |  |  |        |        |
|  | Gavina-Herrera       | 0                   |                      |   |                           |                           |  |  |            |            |  |  |        |        |
|  | Gavina-Herrera       | 0                   | Alison-Bruno         | 2 |                           |                           |  |  |            |            |  |  |        |        |
|  |                      |                     | Alison-Bruno         | 2 |                           |                           |  |  |            |            |  |  |        |        |
|  |                      | Brouwer-Meeuwsen    | 1                    |   | Finale per il terzo posto | Finale per il terzo posto |  |  |            |            |  |  |        |        |
|  | Ontiveros-Virgen     | Brouwer-Meeuwsen    | 1                    | 0 | Finale per il terzo posto | Finale per il terzo posto |  |  |            |            |  |  |        |        |
|  | Ontiveros-Virgen     |                     |                      | 0 |                           |                           |  |  |            |            |  |  |        |        |
|  | Nummerdor-Varenhorst | 2                   |                      |   |                           |                           |  |  |            |            |  |  |        |        |
|  | Nummerdor-Varenhorst | 2                   | Nummerdor-Varenhorst | 0 | Krasilnikov-Semenov       | 0                         |  |  |            |            |  |  |        |        |
|  |                      |                     | Nummerdor-Varenhorst | 0 | Krasilnikov-Semenov       | 0                         |  |  |            |            |  |  |        |        |
|  |                      | Brouwer-Meeuwsen    | 2                    |   | Brouwer-Meeuwsen          | 2                         |  |  |            |            |  |  |        |        |
|  | Saxton-Schalk        | Brouwer-Meeuwsen    | 2                    | 0 | Brouwer-Meeuwsen          | 2                         |  |  |            |            |  |  |        |        |
|  | Saxton-Schalk        |                     |                      | 0 |                           |                           |  |  |            |            |  |  |        |        |
|  | Brouwer-Meeuwsen     | 2                   |                      |   |                           |                           |  |  |            |            |  |  |        |        |
|  | Brouwer-Meeuwsen     | 2                   |                      |   |                           |                           |  |  |            |            |  |  |        |        |

### Ottavi di finale
| Rio de Janeiro 12 agosto 2016, ore 12:00 UTC-3 | Krasilnikov – Semenov               | 2 – 0 (21–13; 21–13) referto | Cherif – Jefferson | Copacabana Stadium (7 237 spett.)\| Arbitri: \| Wang Lijun Charalampos Papadogoulas \| |
| Arbitri:                                       | Wang Lijun Charalampos Papadogoulas |                              |                    |                                                                                        |

| Rio de Janeiro 12 agosto 2016, ore 15:00 UTC-3 | Doppler – Horst             | 0 – 2 (17–21; 14–21) referto | Díaz – González | Copacabana Stadium (5 756 spett.)\| Arbitri: \| Daniel Apol Jonas Personeni \| |
| Arbitri:                                       | Daniel Apol Jonas Personeni |                              |                 |                                                                                |

| Rio de Janeiro 12 agosto 2016, ore 20:00 UTC-3 | Ontiveros – Virgen            | 0 – 2 (18–21; 15–21) referto | Nummerdor – Varenhorst | Copacabana Stadium (7 878 spett.)\| Arbitri: \| Roman Pristovakin José Padron \| |
| Arbitri:                                       | Roman Pristovakin José Padron |                              |                        |                                                                                  |

| Rio de Janeiro 12 agosto 2016, ore 23:00 UTC-3 | Carambula – Ranghieri     | 0 – 2 (12–21; 21–23) referto | Lupo – Nicolai | Copacabana Stadium (5 247 spett.)\| Arbitri: \| Mário Ferro Juan Saavedra \| |
| Arbitri:                                       | Mário Ferro Juan Saavedra |                              |                |                                                                              |

| Rio de Janeiro 13 agosto 2016, ore 11:00 UTC-3 | Alison – Bruno Schmidt              | 2 – 0 (24–22; 21–13) referto | Gavira – Herrera | Copacabana Stadium (5 989 spett.)\| Arbitri: \| Charalampos Papadogoulas Wang Lijun \| |
| Arbitri:                                       | Charalampos Papadogoulas Wang Lijun |                              |                  |                                                                                        |

| Rio de Janeiro 13 agosto 2016, ore 16:00 UTC-3 | Evandro – Pedro Solberg         | 1 – 2 (21–16; 14–21; 10–15) referto | Barsouk – Liamin | Copacabana Stadium (8 778 spett.)\| Arbitri: \| Juan Saavedra Roman Pristovakin \| |
| Arbitri:                                       | Juan Saavedra Roman Pristovakin |                                     |                  |                                                                                    |

| Rio de Janeiro 13 agosto 2016, ore 19:00 UTC-3 | Saxton – Schalk                    | 0 – 2 (12–21; 15–21) referto | Brouwer – Meeuwsen | Copacabana Stadium (6 449 spett.)\| Arbitri: \| Jonas Personeni Davide Crescentini \| |
| Arbitri:                                       | Jonas Personeni Davide Crescentini |                              |                    |                                                                                       |

| Rio de Janeiro 14 agosto 2016, ore 00:00 UTC-3 | Dalhausser – Lucena           | 2 – 0 (21–14; 21–15) referto | Huber – Seidl | Copacabana Stadium (8 180 spett.)\| Arbitri: \| José Padron Kritsada Panaseri \| |
| Arbitri:                                       | José Padron Kritsada Panaseri |                              |               |                                                                                  |

### Quarti di finale
| Rio de Janeiro 15 agosto 2016, ore 16:00 UTC-3 | Dalhausser – Lucena           | 1 – 2 (14-21; 21-12; 9-15) referto | Alison – Bruno Schmidt | Copacabana Stadium (8 256 spett.)\| Arbitri: \| Jonas Personeni Mariko Satomi \| |
| Arbitri:                                       | Jonas Personeni Mariko Satomi |                                    |                        |                                                                                  |

| Rio de Janeiro 15 agosto 2016, ore 17:00 UTC-3 | Nummerdor – Varenhorst        | 0 – 2 (23-25; 17-21) referto | Brouwer – Meeuwsen | Copacabana Stadium\| Arbitri: \| José Padron Roman Pristovakin \| |
| Arbitri:                                       | José Padron Roman Pristovakin |                              |                    |                                                                   |

| Rio de Janeiro 15 agosto 2016, ore 23:00 UTC-3 | Lupo – Nicolai                | 2 – 1 (21-18; 20-22; 15-11) referto | Barsouk – Liamin | Copacabana Stadium (3 318 spett.)\| Arbitri: \| Daniel Apol Elzir De Oliveira \| |
| Arbitri:                                       | Daniel Apol Elzir De Oliveira |                                     |                  |                                                                                  |

| Rio de Janeiro 16 agosto 2016, ore 00:00 UTC-3 | Krasilnikov – Semenov                | 2 – 1 (22–20; 22–24; 18–16) referto | Díaz – González | Copacabana Stadium (7 042 spett.)\| Arbitri: \| Charalampos Papadogoulas Mário Ferro \| |
| Arbitri:                                       | Charalampos Papadogoulas Mário Ferro |                                     |                 |                                                                                         |

### Semifinali
| Rio de Janeiro 16 agosto 2016, ore 17:00 UTC-3 | Alison – Bruno Schmidt                     | 2 – 1 (21-17; 21-23; 16-14) referto | Brouwer – Meeuwsen | Copacabana Stadium\| Arbitri: \| Charalampos Papadogoulas Roman Pristovakin \| |
| Arbitri:                                       | Charalampos Papadogoulas Roman Pristovakin |                                     |                    |                                                                                |

| Rio de Janeiro 16 agosto 2016, ore 23:00 UTC-3 | Lupo – Nicolai | 2 – 1 (15–21, 21–16, 15–13) referto | Krasilnikov – Semenov | Copacabana Stadium |

### Finale 3º posto
| Rio de Janeiro 18 agosto 2016, ore 22:00 UTC-3 | Krasilnikov – Semenov                        | 0 – 2 (21-23; 20-22) | Brouwer – Meeuwsen | Copacabana Stadium (3 622 spett.)\| Arbitri: \| Elzir Martins de Oliveira Davide Crescentini \| |
| Arbitri:                                       | Elzir Martins de Oliveira Davide Crescentini |                      |                    |                                                                                                 |

### Finale
| Rio de Janeiro 18 agosto 2016, ore 23:59 UTC-3 | Lupo – Nicolai              | 0 – 2 (19-21; 17-21) | Alison – Bruno Schmidt | Copacabana Stadium (8 199 spett.)\| Arbitri: \| Jonas Personeni Daniel Apol \| |
| Arbitri:                                       | Jonas Personeni Daniel Apol |                      |                        |                                                                                |

## Classifica finale
| Pos. | Coppie                                      | Nazione     |
| ---- | ------------------------------------------- | ----------- |
|      | Alison Cerutti – Bruno Oscar Schmidt        | Brasile     |
|      | Daniele Lupo – Paolo Nicolai                | Italia      |
|      | Alexander Brouwer – Robert Meeuwsen         | Paesi Bassi |
| 4    | Vjačeslav Krasil'nikov – Konstantin Semënov | Russia      |
| 5    | Dmitri Barsouk – Nikita Liamin              | Russia      |
| 5    | Nivaldo Díaz – Sergio González              | Cuba        |
| 5    | Phil Dalhausser – Nick Lucena               | Stati Uniti |
| 5    | Reinder Nummerdor – Christiaan Varenhorst   | Paesi Bassi |
| 9    | Adrian Carambula – Alex Ranghieri           | Italia      |
| 9    | Evandro Oliveira – Pedro Solberg Salgado    | Brasile     |
| 9    | Jefferson Pereira – Cherif Younousse        | Qatar       |
| 9    | Clemens Doppler – Alexander Horst           | Austria     |
| 9    | Alexander Huber – Robin Seidl               | Austria     |
| 9    | Adrián Gavira – Pablo Herrera               | Spagna      |
| 9    | Lombardo Ontiveros – Juan Virgen            | Messico     |
| 9    | Ben Saxton – Chaim Schalk                   | Canada      |
| 17   | Piotr Kantor – Bartosz Łosiak               | Polonia     |
| 17   | Grzegorz Fijałek – Mariusz Prudel           | Polonia     |
| 19   | Jake Gibb – Casey Patterson                 | Stati Uniti |
| 19   | Aleksandrs Samoilovs – Jānis Šmēdiņš        | Lettonia    |
| 19   | Markus Böckermann – Lars Flüggen            | Germania    |
| 19   | Mohamed Arafet Naceur – Choaib Belhaj Salah | Tunisia     |
| 19   | Esteban Grimalt – Marco Grimalt             | Cile        |
| 19   | Josh Binstock – Sam Schachter               | Canada      |